# Susumaniello
Susumaniello oder Somarello Nero ist eine in der italienischen Region Apulien verbreitete Rotweinsorte, die vermutlich ursprünglich aus Dalmatien stammt und farbintensive, säurebetonte Rotweine erbringt. Sie wird hauptsächlich in der Provinz Brindisi angebaut, wo sie vor allem als Verschnitt-Komponente in den Negroamaro-basierten Brindisi Rosato und Brindisi Rosso sowie dem Ottavianello-basierten Ostuni Ottavianello Verwendung findet. Innerhalb dieser Provinz belegt sie ca. fünf Prozent der Rebfläche, was einer bestockten Fläche von ca. 72 Hektar gleichkommt (Stand 1999). Seit dem 6. September 2003 wird ihr Anbau in Apulien offiziell empfohlen.
In einer 2008 veröffentlichten Untersuchung wurde bei Susumaniello eine Verwandtschaft zur Rebsorte Sangiovese hergestellt. Aufgrund der noch nicht zweifelsfrei ermittelten Eltern der Sorte Sangiovese lässt sich das genaue verwandtschaftliche Verhältnis noch nicht präzisieren.
Siehe auch den Artikel Weinbau in Italien sowie die Liste von Rebsorten.

## Ampelographische Sortenmerkmale
In der Ampelographie wird der Habitus folgendermaßen beschrieben:
- Die Triebspitze ist offen. Sie ist leicht behaart (die Behaarung ist jedoch kaum sichtbar), grünlich mit leicht bronzefarbenem Anflug. Die hellgrünen Jungblätter sind schwach behaart und leicht samtig.
- Die mittelgroßen, fast fünfeckigen Blätter sind fünflappig und deutlich gebuchtet. Die Stielbucht ist U-förmig offen. Das Blatt ist spitz gesägt. Die Zähne sind im Vergleich der Rebsorten mittelgroß.
- Die konusförmige Traube ist geschultert, mittelgroß und dichtbeerig. Die rundlichen Beeren sind mittelgroß und pflaumenblauer Farbe. Das Aroma der Beere ist recht neutral.

Die Rebsorte reift ca. 25 Tage nach dem Gutedel und ist somit für süditalienische Verhältnisse früh reifend.

## Synonyme
Die Rebsorte Susumaniello ist auch unter folgenden Namen bekannt: Cozzomaniello, Cuccimaniello, Cuccipaniello, Greco Nero di Cosenza, Grismaniello, Lacrima Nera di Barletta, Lagrima Nera di Barletta, Mondonico, Puledro, Somarello Nero, Susomaniello, Susomariello Nero, Sussumariello, Susumaniello Nero, Susumariello Nero, Uva Nera, Zingarello, Zingariello, Zuzomaniello.